# 조앙 (자수)
풍민왕 조앙(豊愍王 曹昻, 178년 이전 ~ 197년)은 후한 말기의 군인이자 조위의 추존 제후왕으로, 자는 자수(子脩)이며 패국 초현(譙縣) 사람이다. 조조의 장남이다.
측실인 유부인(劉夫人) 소생으로 서장자였으나 유부인이 일찍 죽자, 동복 아우 조삭, 여동생(훗날의 청하공주)과 함께 조조의 정실 정부인(丁夫人)에게 양자로 입적되어 조조의 적장자가 되었다.

## 생애
약관의 나이에 효렴으로 천거되었다. 건안 2년(197년), 조조는 장수를 공격하여 장수의 항복을 받아내었으나, 조조가 숙부 장제의 아내를 첩으로 들이자 장수는 원한을 품었고, 이를 들은 조조가 장수를 죽이려 했으나 그 계획이 누설되어 장수가 먼저 조조를 쳐 조조를 대파(완성 전투)하였으며, 조앙은 전사하였다. 당시 조앙은 말을 탈 수가 없어서, 자신의 말을 조조에게 건네고 자신은 장수의 군사들에게 죽음을 당했다고 한다.

## 사후
조앙은 아들을 남기지 못하고 죽었다. 이복 동생 조비가 황제가 된 후인 황초 2년(221년)에 풍도공(豊悼公)으로 추존되었고, 이듬해(황초 3년, 222년)에는 번안공 조균의 아들 조완으로 풍도왕의 후사를 삼아 중도공(中都公)에 봉했다. 황초 5년(224년)에 풍도공의 작위를 올려 풍도왕(豊悼王)이라 했고, 태화 3년(229년)에는 시호를 고쳐 민왕(愍王)이라 했다.
조비는 즉위하고서, 항상 “내 형은 효렴으로서 제 분수를 지켰다. 만일 창서가 살아 있었으면, 나는 천하를 얻지 못했을 것이다.”라고 했다고 한다.
정부인은 조앙이 죽은 후 항상 “내 아들을 죽이고, 다시 생각하지도 않는구나.”라고 하며 울었고, 조조는 화가 나서 정부인을 본가로 쫓아보냈다. 이후 조조는 다시 정부인을 부르고자 했으나 정부인은 끝내 응하지 않아 둘 사이의 혼인은 깨졌다.

## 같이 보기
- 삼국지 인물 목록